# Фрер, Пьер Эдуар

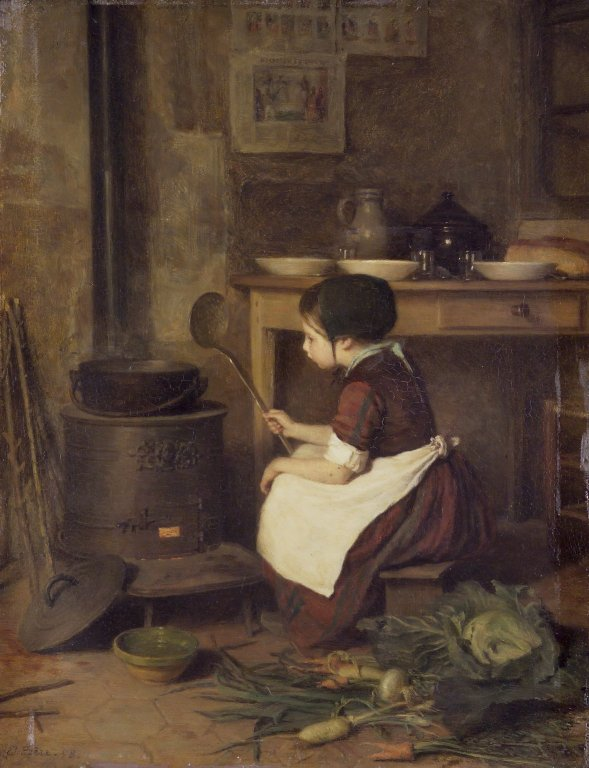
«Маленькая кухарка», ок. 1858; Бруклинский музей, США

Пьер Эдуа́р (Эдуард) Фрер (фр. Pierre-Édouard Frère; 10 января 1819 года, Париж — 23 мая 1886 года, Экуан) — французский художник; брат Теодора Фрера.

## Биография
17-ти лет от роду поступил в парижское училище изящных искусств, а затем учился у П. Делароша.
Женившись очень рано, был принужден, для добывания средств к существованию, заниматься рисованием на дереве иллюстраций для разных изданий, и только с 1843 г., в котором впервые были выставлены в парижском салоне его жанровые картинки, получил известность, как даровитый живописец быта низшего класса французского общества. В 1855 году стал кавалером ордена Почётного легиона.

## Творчество
Любил изображать детей во время их игр и шалостей, или же за ученьем и работой. Тонкая наблюдательность и сердечное отношение к маленьким действующим лицам представленных сцен, выказывающиеся в его произведениях, вместе с приятным колоритом и отлично разыгранной светотенью, делают произведения чрезвычайно привлекательными и искупают их нередко небрежный рисунок и слишком беглое письмо.
Из многочисленных картин Фрера, большинство которых получило популярность благодаря изданным с них фотографическим снимкам, литографиям и гравюрам, наиболее удачными могут считаться:
- «Маленький обжора» (1843),
- «Маленький любопытный» (1843),
- «Маленький мастер на все руки» (1844),
- «Курочка с золотыми яйцами» (1846),
- «Маленькая продавщица» (1855),
- «Отдых»,
- «Выход из купальни»,
- «Воскресный туалет» (1856),
- «Молитва»,
- «Маленькая стряпуха» (1858),
- «Молитва перед обедом»,
- «Первые шаги»,
- «В библиотеке» (1867),
- «Каток»,
- «Чтение»,
- «Внутренность дома в Экуане»,
- «Отправление в школу» и др.

Две картины художника — «Старая и юная швеи» и «Дети у камина» (1856) — находились до революции в музее Императорской академии художеств (в Кушелевской галерее).